# 大羅茲托卡
48°17′22″N 23°5′16″E / 48.28944°N 23.08778°E
大羅茲托卡（烏克蘭語：Велика Розтока）是烏克蘭西部的村莊，隸屬外喀爾巴阡州的胡斯特區。該村面積1.46平方公里，海拔高度130米，2001年人口613，人口密度每平方公里419.86人。